# Bubali Bird Sanctuary
Koordinaten: 12° 33′ 35,6″ N, 70° 3′ 4,3″ W

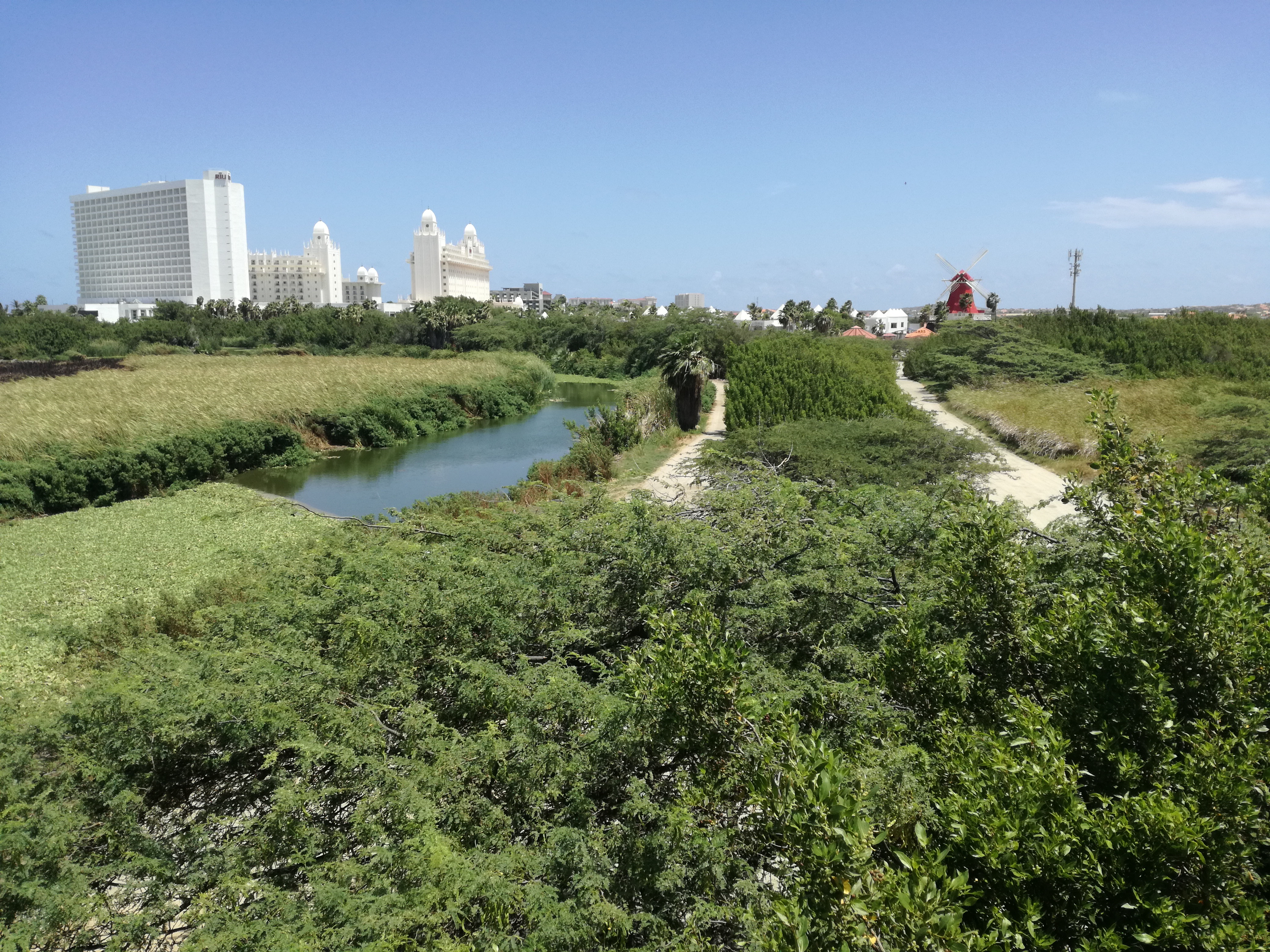
Vogelschutzgebiet Bubali (2018)

Das Bubali Bird Sanctuary ist ein Vogelschutzgebiet im Nordwesten der Karibikinsel Aruba.

## Geschichte
Das Gebiet mit einer Grundstücksfläche von rund 25 ha beinhaltet den einzigen künstlich angelegten Binnensee auf der Insel. Die beiden miteinander verbundenen Teichflächen entstanden beim Bau der Meerwasserentsalzungsanlage und der Kläranlage der WEB-Aruba-Betriebe (Water- en Energiebedrijf Aruba N.V.). Der See hat einen kleinen Ablaufkanal zum Meer.
Im Norden grenzt das Bubali Bird Sanctuary an die Parkanlage der einzigen Windmühle auf Aruba. Das Bubali Bird Sanctuary ist Rast- und Brutgebiet für mehr als 80 Arten von Zugvögeln. Der Aussichtsturm des Vogelschutzgebiets bietet den Besuchern die Möglichkeit zur Vogelbeobachtung.